# Denis Gennadjewitsch Tkatschuk
Denis Gennadjewitsch Tkatschuk (russisch Денис Геннадьевич Ткачук; * 2. Juli 1989 in Belgorod) ist ein russischer Fußballspieler.

## Karriere

### Verein
Tkatschuk begann seine Karriere beim FK Saljut Belgorod. Zur Saison 2008 rückte er in den Profikader des Zweitligisten, für den er im April 2008 gegen Wolga Uljanowsk in der Perwenstwo FNL debütierte. Bis Saisonende kam er zu 18 Zweitligaeinsätzen, in denen er zweimal traf. In der Saison 2009 absolvierte er 19 Zweitligaspiele, in der Saison 2010 25. Am Ende der Saison 2010 stieg er mit Saljut aus der zweiten Liga ab. In der Perwenstwo PFL kam er in der Saison 2011/12 zu 37 Einsätzen, in denen er 18 Tore erzielte. Mit Belgorod stieg er zu Saisonende direkt wieder in die Perwenstwo FNL auf. In der Saison 2012/13 absolvierte er 29 Zweitligapartien. In der Saison 2013/14 kam er bis zur Winterpause zwölfmal zum Einsatz. In der Winterpause war Saljut allerdings pleite und stellte den Spielbetrieb ein, woraufhin sämtliche Spieler den Klub verlassen mussten.
Daraufhin wechselte Tkatschuk im Januar 2014 nach sechs Jahren bei den Profis von Saljut zum Ligakonkurrenten Gasowik Orenburg. In Orenburg kam er bis Saisonende zu elf Zweitligaeinsätzen, in denen er neunmal traf. Zur Saison 2014/15 wechselte der Flügelspieler weiter innerhalb der Liga zu Krylja Sowetow Samara. Für KS kam er in jener Saison zu 29 Einsätzen, in denen er elf Tore erzielte. Mit Samara stieg er zu Saisonende in die Premjer-Liga auf. Nach dem Aufstieg wechselte er allerdings zum Neo-Ligakonkurrenten Zenit St. Petersburg. Im September 2015 debütierte er gegen ZSKA Moskau in der höchsten russischen Spielklasse. Bis zur Winterpause spielte er siebenmal in der Premjer-Liga, zudem kam er zu zwölf Zweitligaeinsätzen für die Reserve Zenits.
Im Januar 2016 schloss Tkatschuk sich dem Ligakonkurrenten Rubin Kasan an. Für die Tataren kam er bis zum Ende der Spielzeit zehnmal zum Einsatz. In der Saison 2016/17 kam er zu 22 Erstligaeinsätzen. Zur Saison 2017/18 kehrte er nach Samara zurück, das inzwischen wieder nur noch zweitklassig war. In der Saison 2017/18 kam er zu 28 Zweitligaeinsätzen, mit Krylja Sowetow stieg er erneut in die Premjer-Liga auf. Nach dem Aufstieg kam er in der Saison 2018/19 zu 21 Einsätzen in der höchsten Spielklasse.
Im August 2019 wechselte der Offensivmann zum Zweitligisten Rotor Wolgograd. Für Rotor kam er bis zum COVID-bedingten Saisonabbruch zu 18 Zweitligaeinsätzen, auch mit Wolgograd gelang ihm der Erstligaaufstieg. Nach dem Aufstieg kehrte er zur Saison 2020/21 allerdings nach Orenburg zurück. Dort kam er zu 34 weiteren Zweitligaeinsätzen. Zur Saison 2021/22 wechselte er zum Erstligisten FK Nischni Nowgorod. Für Nischni Nowgorod absolvierte er 19 Partien in der höchsten Spielklasse.
Im August 2022 schloss Tkatschuk sich dem Zweitligisten FK Kuban Krasnodar an.

### Nationalmannschaft
Tkatschuk spielte im August 2012 einmal für die russische B-Nationalmannschaft. Im November 2016 nahm er an einem Lehrgang des A-Nationalteams teil.